# (10405) Yoshiaki
(10405) Yoshiaki (1997 WT23) – planetoida z grupy pasa głównego asteroid okrążająca Słońce w ciągu 3,74 lat w średniej odległości 2,41 j.a. Odkryta 19 listopada 1997 roku.